# Claudio Mutti
Claudio Mutti (n. 1946, Parma, Italia) este un eseist și editor italian, director al revistei de studii geopolitice Eurasia. Filolog de profesie, el este un specialist în limbile fino-ugrice.

## Biografie
S-a alăturat de tânăr mișcării europeniste Jeune Europe conduse de Jean Thiriart în care intrase, de asemenea, și Franco Cardini.
Începând din 1973 este președintele asociației Italia-Libia. În acei ani a scris articole în care s-a exprimat elogios cu privire la instaurarea socialismului în Libia. În 1979 a devenit autorul unei alte inițiative: Asociația Europa-Islam, cu sediul la Veneția.
Și-a dedicat mulți ani cercetării filologiei fino-ugrice, lucrând ca asistent la Universitatea din Bologna și scriind aproximativ treizeci de articole și eseuri despre folclorul maghiar și literatura maghiară.
Cunoscător al limbii și culturii române, el a devenit în 1979 profesor titular la Institutul Italian de Cultură din București, fiind revocat ulterior în urma unei interpelări parlamentare a deputatului socialist Antonello Trombadori, a tradus și prezentat mai multe documente cu privire la Garda de Fier și la Corneliu Zelea Codreanu. Profund interesat de islam și de situația musulmanilor, el a condus la mijlocul anilor '80 revista Jihad, publicată în Italia și susținută de Ambasada Iranului de la Roma. A tradus mai multe cărți despre islam, criticând în diverse ocazii statul Israel.
El a fondat editura Edizioni all'Insegna del Veltro, în care a publicat studii de simbolism tradițional, traduceri comentate ale filozofilor greci, studii de istorie medievală și contemporană. În catalogul editurii sunt prezenți autori precum Julius Evola, Corneliu Codreanu, Johann von Leers și Savitri Devi, dar și lucrări ale istoricului revizionist Robert Faurisson și chiar și câteva texte ale unor autori de formație marxistă precum Costanzo Preve și Ghennadi Ziuganov.
Începând din 2004 face parte din redacția revistei de geopolitică Eurasia, devenind directorul acesteia în decembrie 2011. El a predat până la sfârșitul anului școlar 2010-2011 limba italiană, istorie, geografie, limbile latină și greacă la Liceul statal Gian Domenico Romagnosi din Parma.
A fost interesat de diferite aspecte legate de ezoterism, simbolism și religii. El a dedicat numeroase studii unor filosofi și gânditori ca Mircea Eliade, Emil Cioran, Friedrich Nietzsche, René Guénon și Julius Evola. El a scris desprel revistă modalitățile de Tradiție, Gaspare Cannizzo.
Autor al unei introduceri la opera sociologului german Werner Sombart, el este, de asemenea, preocupat de estetica nazismului și de influența acestuia.

## Scrieri
- Simbolismo e arte sacra
- Pittura e alchimia
- Mystica Vannus
- L'Antelami e il mito dell'Impero
- Eliade, Vâlsan, Geticus e gli altri. La fortuna di Guénon tra i Romeni
- L'asino e le reliquie
- Avium voces
- L'unità dell'Eurasia
- L'estetica al potere. Pittura, scultura e architettura nel III Reich
- Imperium. Epifanie dell'idea di Impero
- Gentes
- Esploratori del Continente
- Julius Evola sul fronte dell'Est
- Il linguaggio segreto dell'Antelami

## Legături externe
- Site-ul Personal
- www.insegnadelveltro.it
- www.eurasia-rivista.org